# Wim Van Huffel
Wim Van Huffel (Oudenaarde, 28 de mayo de 1979) es un ciclista belga ya retirado que fue profesional entre 2002 y marzo de 2010.

## Palmarés
2003
- Hel van het Mergelland

## Resultados en Grandes Vueltas y Campeonatos del Mundo
| Carrera         | Carrera         | 2002 | 2003 | 2004 | 2005 | 2006 | 2007 | 2008 | 2009 |
| --------------- | --------------- | ---- | ---- | ---- | ---- | ---- | ---- | ---- | ---- |
|                 | Giro de Italia  | —    | —    | —    | 11.º | 17.º | Ab.  | 38.º | —    |
|                 | Tour de Francia | —    | —    | —    | —    | —    | —    | —    | —    |
|                 | Vuelta a España | —    | —    | —    | —    | —    | 26.º | —    | —    |
| Mundial en Ruta | Mundial en Ruta | —    | —    | Ab.  | —    | —    | —    | —    | —    |

―: no participa

Ab.: abandono